# Lobàtxevka
Lobàtxevka (en rus: Лобачевка) és un poble del krai de Krasnoiarsk, a Rússia, que en el cens del 2010 tenia 20 habitants. Pertany al districte d'Ilanski.